# Lussat (Puy-de-Dôme)
Lussat [lysa] ist eine französische Gemeinde im Département Puy-de-Dôme in der Region Auvergne-Rhône-Alpes im Zentrum Frankreichs. Die Gemeinde gehört zum Arrondissement Riom, ist Teil des Kantons Aigueperse (bis 2015: Kanton Pont-du-Château) und hat 944 Einwohner (Stand: 1. Januar 2022).

## Geographie
Lussat liegt etwa 12 Kilometer nordwestlich von Clermont-Ferrand in der Limagne. Lussat wird umgeben von den Nachbargemeinden Chappes im Norden, Chavaroux im Osten und Nordosten, Les Martres-d’Artière im Osten und Südosten, Pont-du-Château im Süden und Südwesten, Malintrat im Südwesten sowie Saint-Beauzire im Westen und Nordwesten.
Durch die Gemeinde führt die Autoroute A89.

## Bevölkerungsentwicklung
| Jahr                       | 1962 | 1968 | 1975 | 1982 | 1990 | 1999 | 2006 | 2012 |
| Einwohner                  | 563  | 557  | 602  | 653  | 765  | 713  | 826  | 906  |
| Quellen: Cassini und INSEE |      |      |      |      |      |      |      |      |

## Sehenswürdigkeiten
- Kirche Saint-Pierre

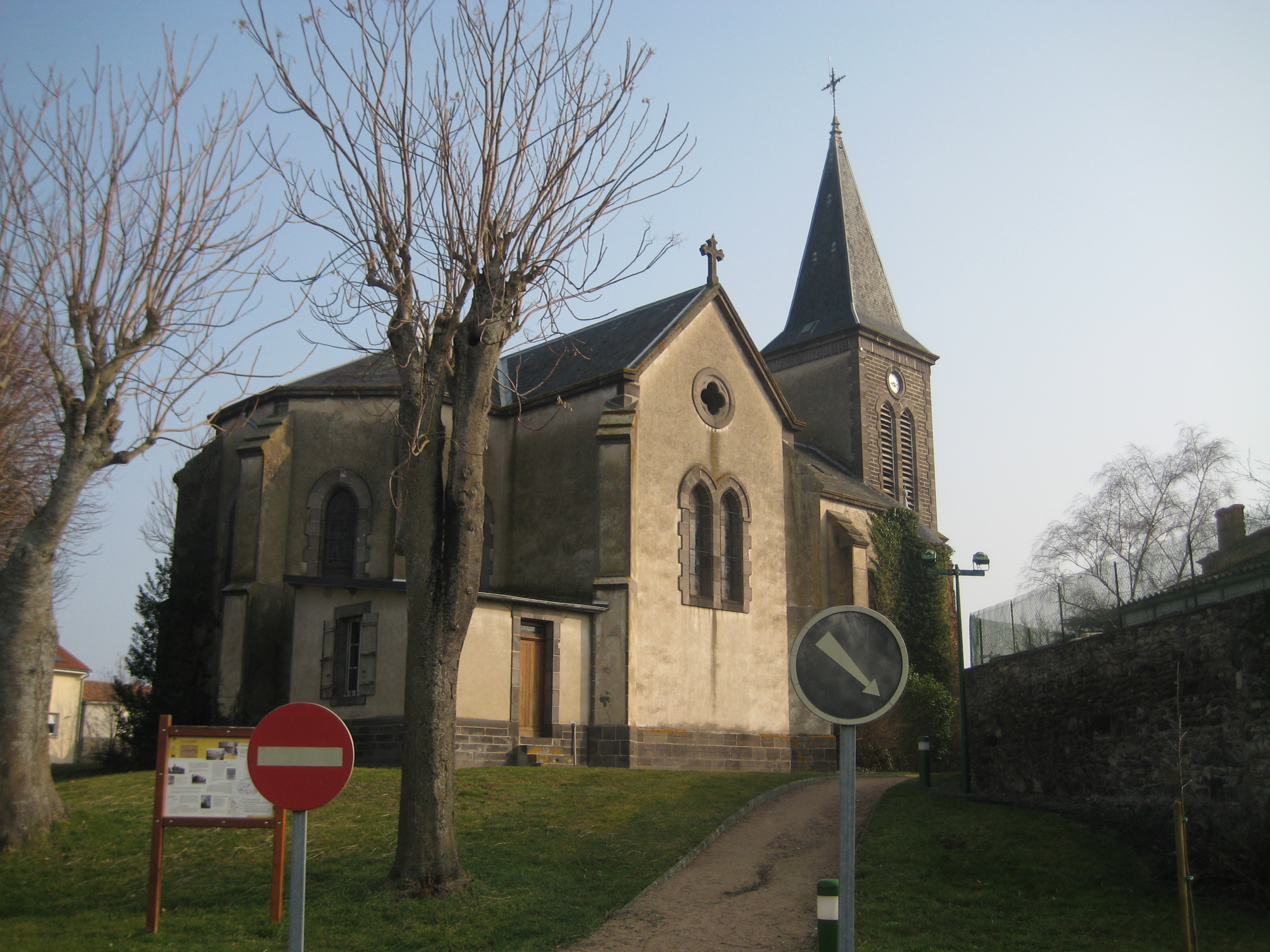
Kirche Saint-Pierre

- Schlossruine Lignat mit zwei Türmen und Brücke